# Пироп
Пиро́п (от др.-греч. πυρωπός — подобный огню) — минерал, силикат из группы гранатов. Встречается в кимберлитах (вместе с алмазами) и других ультраосновных горных породах.

## Названия
Пироп был известен под рядом исторически сложившихся, но неверных названий: колорадский рубин, аризонский рубин, калифорнийский рубин, американский рубин, капский рубин. Как и многие другие минералы красного цвета, его также называли карбункулом. До XIV века на Руси пироп имел хождение под общим названием «лал», объединявшим все прозрачные красные самоцветы:125.
Светло-красный, розовый пироп известен под названием родолит.

## Описание

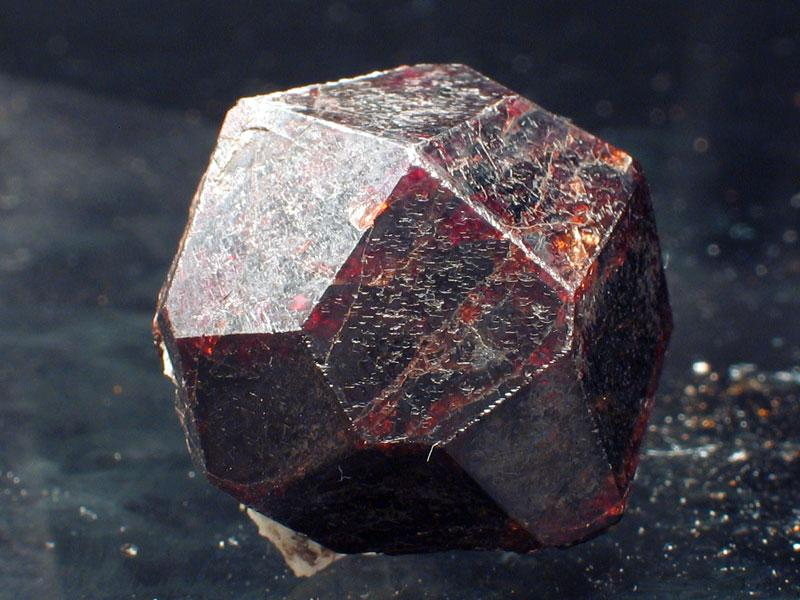
Пироп (Мадагаскар)

Чаще всего пироп имеет сферическую форму, соответствующую кристаллам, не образовавшим чёткие грани. Как и остальные гранаты, пироп кристаллизуется в кубической сингонии, образуя твёрдые тела. Наиболее типичные для пиропа кристаллические формы — ромбододекаэдр (двенадцать ромбовидных граней) и трапецоэдр (двенадцать трапециевидных граней).

## Нахождение в природе

### Образование и нахождение в природе
Пироп — акцессорный минерал перидотитов и пироксенитов, в том числе и серпентинизированных (Кутна Гора, Мерунице — Чехия, Канзас — США); известен в базитах Камчатки, траппах Сибири, кислых вулканитах Приморья; вместе с авгитом, роговой обманкой в вулканической брекчии Какануи (Новая Зеландия).
Пироп метаморфического происхождения установлен в амфиболитах Кимперсая (Южный Урал), силлиманит-гиперстен-кордиерит-биотитовых породах Анабарского массива.

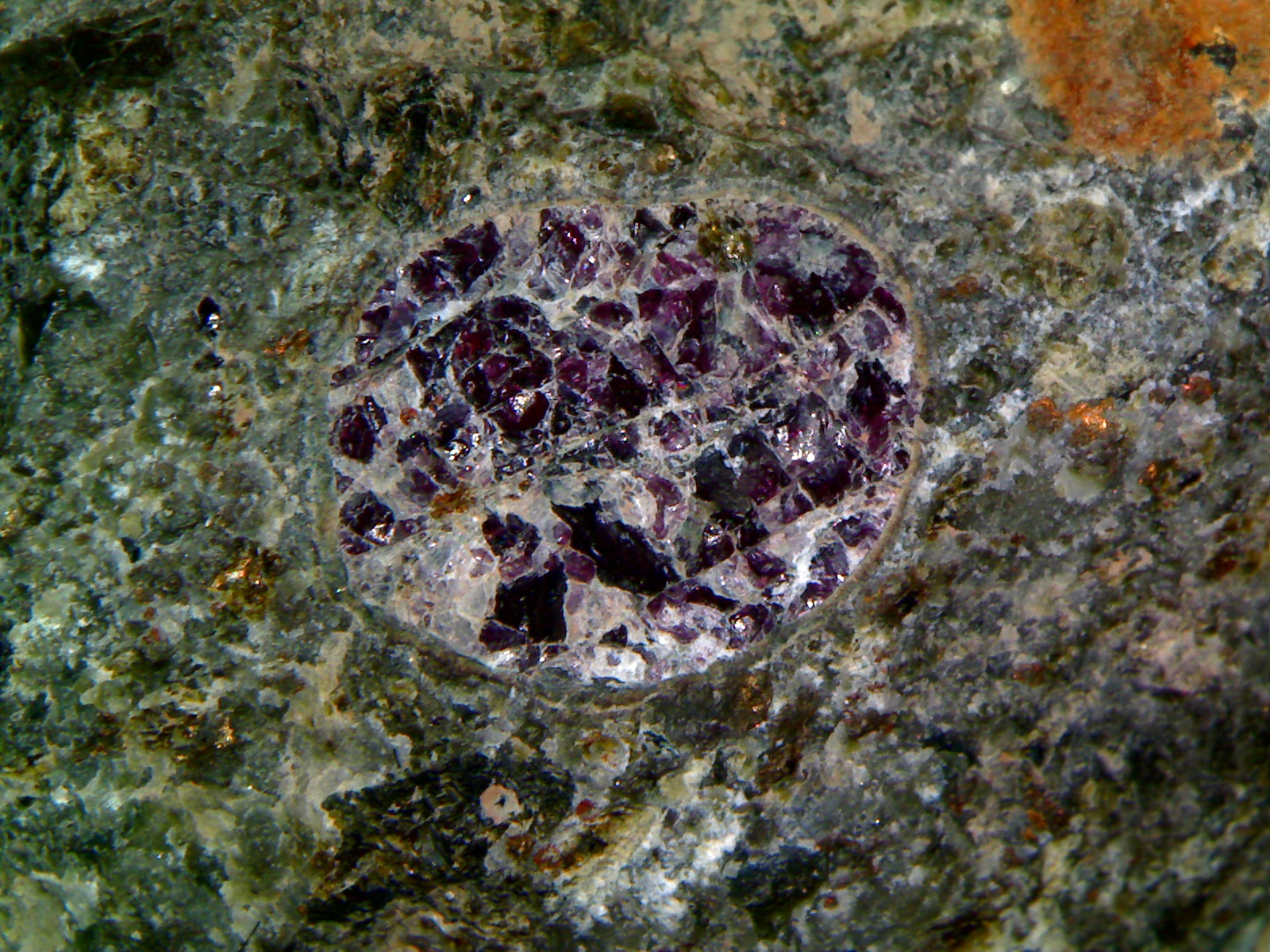
Пироп в кимберлите. Карьер «Мир»

Известен в россыпях, из которых иногда добывается (Чешское Среднегорье). По наличию пиропа в россыпях ведутся поиски коренных кимберлитовых трубок. Как правило, пироп в кимберлитовых трубках встречается в ассоциациях с:
1. — оливином, энстатитом, Cr-диопсидом, ильменитом, алмазом (пироп-кнорригитовые гранаты/Cr-пиропы). Обнаружение этой пиропсодержащей гранатовой ассоциации в кимберлитах рассматривается как положительный критерий алмазоносности.
2. — гроссуляром, пироксенами (пироп-гроссуляровые гранаты). Установлены в гроспидитовых ксенолитах и кимберлитах трубки «Загадочная».
3. — диопсидом, иногда кианитом (в эклогитах); с диопсидом, оливином, ильменитом (в кимберлитах) (пироп-альмандиновые гранаты/пироп-альмандин-уваровит-кноррингитовые гранаты).

### Месторождения
Известны месторождения пиропа в Чехии (Среднечешские горы), России (Якутия), Лесото, Танзании, США, Бразилии, Аргентине, Австралии, Норвегии, Украине (восточное Приазовье).

## Применение

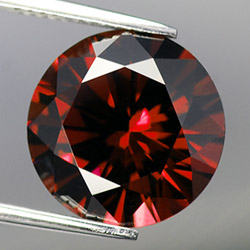
Огранённый пироп

Прозрачные кристаллы пиропа являются драгоценными камнями и используются в ювелирном деле. Остальные кристаллы применяются в качестве абразивного материала.
Обладающий высокой твёрдостью и прочностью пироп хорошо поддаётся огранке и шлифовке. В некоторых странах используют простые огранки, основанные на природных гранях кристалла, после чего камень перфорируют и используют в качестве подвески. Если камень слишком тёмный, то кристалл гранится в вогнутой форме с верхней и нижней стороны, чтобы уменьшить его толщину и увеличить светопропускную способность. Нередко кристаллы идут на изготовление округлых кабошонов или гранятся в форме плоской или вогнутой пластины.